# Серезен-де-ла-Тур
Серезен-де-ла-Тур (фр. Sérézin-de-la-Tour) — коммуна во Франции, находится в регионе Рона — Альпы. Департамент коммуны — Изер. Входит в состав кантона Бургуен-Жалье-Сюд. Округ коммуны — Ла-Тур-дю-Пен.
Код INSEE коммуны — 38481. Население коммуны на 1999 год составляло 611 человек. Населённый пункт находится на высоте от 266  до 466  метров над уровнем моря. Муниципалитет расположен на расстоянии около 440 км юго-восточнее Парижа, 45 км юго-восточнее Лиона, 55 км северо-западнее Гренобля. Мэр коммуны — M. Gérard Neury, мандат действует на протяжении 2001—2008 гг.
Динамика населения (INSEE):